# Enantiulus austriacus
Enantiulus austriacus är en mångfotingart som först beskrevs av Karl Wilhelm Verhoeff 1896.  Enantiulus austriacus ingår i släktet Enantiulus och familjen kejsardubbelfotingar. Inga underarter finns listade i Catalogue of Life.